# Dianemobius chinensis
Dianemobius chinensis är en insektsart som beskrevs av Andrej Vasiljevitj Gorochov 1984. Dianemobius chinensis ingår i släktet Dianemobius och familjen syrsor. Inga underarter finns listade i Catalogue of Life.